# 七河迦南
七河迦南（日语：／ Nanakawa Kanan），是一位日本推理小说作家，出生于东京都，毕业于早稻田大学第一文学部。2008年他凭借《照耀七海之星》（日语：七つの海を照らす星）获得第18届鮎川哲也獎并出道。
正式出道以前，他曾在光文社文庫编辑的《新・本格推理》上发表两篇短篇作品。

## 生平
七河迦南2006年向東京創元社主办的第3届Mysteries!新人奖（2006年3月末截止）投短篇小说《那漆黑之翼》，通过第二轮评审（进入终审）。 后一年的第4届Mysteries!新人奖（2007年3月末截止）中，他投的短篇小说《夏之幻之少女》（日语：夏の幻の少女）通过了第一轮评审。该作品易名为《夏季迁居》（日语：夏期転住），被编入的短篇小说集《照耀七海之星》获得第18届鮎川哲也獎，他也于2008年10月首次亮相。
小学时读过的加斯东·勒鲁的《黄色房间的秘密》，成为他走向推理小说的契机。他以創元推理文庫为主，也阅读了范·達因和艾勒里·昆恩等的作品，且特别受到了约翰·狄克森·卡尔的《三口棺材》的影响。在日本的作品中，主要受到了中井英夫的《献给虚无的供物》、若竹七海的《我神秘的日常》、芦边拓的《殺人喜劇之十三人》的影响。

## 获得荣誉
- 第18届鮎川哲也獎，《照耀七海之星》（七つの海を照らす星）[1][3]
- 2011年這本推理小說真厲害！第9名，《信天翁不能振翅》（アルバトロスは羽ばたかない）[4]
- 2011年本格推理小說 Best 10第5名，《信天翁不能振翅》[4]

## 作品列表

### 单行本
- （2008年10月 東京創元社 ISBN 978-4-488-02437-6 / 2013年5月 創元推理文庫 ISBN 978-4-488-42811-2）
  - 收录作品：
- （2010年7月 東京創元社 ISBN 978-4-488-02458-1 / 2017年11月 創元推理文庫 ISBN 978-4-488-42812-9） - 「七つの海を照らす星」続編
- （2012年10月 東京創元社ミステリ・フロンティア ISBN 978-4-488-01774-3）
  - 收录作品：（かもしれない）/ 発音されない文字 / 空耳の森}}
- （2016年9月 新潮社 ISBN 978-4-10-350311-8 / 【改題】 2019年6月 新潮文庫 ISBN 978-4-10-180154-4）

### 选集收录
- （2006年3月 光文社文庫 ISBN 978-4-334-74036-8）
- （2007年3月 光文社文庫 ISBN 978-4-334-74221-8）
- （2013年4月 講談社 ISBN 978-4-06-114914-4）
  - 
    - 【分冊・改題】（2016年4月 講談社文庫 ISBN 978-4-06-293362-9）
- （2013年6月  ISBN 978-4-06-182870-4）
  - 
    - 【改題】（2017年1月 講談社文庫 ISBN 978-4-06-293566-1）
- （2016年7月 光文社文庫 ISBN 978-4-334-77324-3）

### 杂志刊登短篇
- （2011年10月号）
- （2012 Vol.3）